# Deagglomeration (Regionalökonomie)
Mit dem Begriff Deagglomeration (englisch de-agglomeration), auch Desagglomeration, wird in der Regionalökonomie und Urbanistik die Auflösung urbaner oder industrieller Agglomerationen bezeichnet, also eine Schrumpfung einer Agglomeration und insbesondere ihres Kern durch Abwanderung, Deindustrialisierung, fehlende Investitionen usw. Wird die urbane Substanz einer Kernstadt durch diesen Prozess betroffen, spricht man auch von Entstädterung (Desurbanisierung). Ein Beispiel dafür ist die Entwicklung der Stadt Detroit in den letzten Jahrzehnten und insbesondere seit 2009.
Deagglomeration meint nicht nur Dezentralisierung oder regionale Streuung der Siedlungsstruktur oder von Industrieansiedlungen (sog. Deglomeration), wie sie z. B. durch Suburbanisierung, Entstehung von Speckgürteln um Agglomerationen herum oder durch Zersiedlung entsteht, sondern eine Umkehrung eines Agglomerationsprozesses durch „Entkernung“ oder einen Zerfall der Agglomeration in Subzentren. In der Praxis werden aber beide Begriffe oft für die gleichen Phänomene verwendet.
Agglomerationen werden heute als im labilen Gleichgewicht zwischen Agglomerations- und Deagglomerationstendenzen befindliche Gebilde angesehen. Dabei überwog etwa von den 1960er bis 1980er Jahren die Deagglomerationstendenz, weil die vielfältigen Standortvorteile (kontaktdichte, kurze Wege usw.) der Agglomerationen verloren zu gehen drohten. Dieser Trend kehrt sich heute in vielen Ländern um.

## Ursachen
Deagglomeration tritt dann auf, wenn die zentrifugalen Kräfte und Anreize, die auf einen Ballungsraum wirken, die zentripetalen Wachstums- und Wanderungsimpulse überwiegen. Als Ursachen der Deagglomeration gelten Überagglomeration (extreme Verdichtung, die zu Ressourcenknappheit oder -erschöpfung und Umweltproblemen in den Ballungsräumen führt), Branchenkrisen mit Abwanderung der Bevölkerung (wie die Krise der Autoindustrie in Detroit), zunehmende Wegezeiten für Pendler infolge unzureichender Verkehrsinfrastruktur, aber auch die stärkere Anziehungskraft benachbarter konkurrierender Agglomerationen. Der seit dem 14. Jahrhundert in Italien verbreitete Bautyp der Villa fernab der Städte war aber auch eine Reaktion auf Seuchen und Pandemien.
Nicht zuletzt hatte die technologische Entwicklung und Vernetzung mit ihren wechselhaften Folgen von der die Zentralisierung begünstigenden Eisenbahn über das eher die Deagglomeration fördernde Kraftfahrzeug bis zum Internet entscheidenden Einfluss auf den Verlauf beider Prozesse. Einen Einfluss hat auch das unterschiedliche Tempo der Entwicklung der Arbeitsproduktivität zwischen Stadt und Land. Diese wächst im Prozess der nachholenden Industrialisierung der Schwellenländer an verschiedenen Orten mit unterschiedlichem Tempo und kann so kurzfristige Standortverlagerungen der Unternehmen und Wanderungsbewegungen der Arbeitskräfte beeinflussen. In Deutschland hat die Niedrigzinspolitik seit 2009 dazu geführt, dass einerseits Bauland in den Städten immer teurer wurde und zugleich die Kosten des Eigenheimbaus auf dem Lande sanken, was zur weiteren Ausdehnung der Siedlungsflächen an den Rändern der Ballungsräume führte, während der Bedarf an Wohnungen in den Städten nicht durch Neubauten gedeckt werden konnte.
Der Politikwissenschaftler Simon Curtis von der University of East Anglia führt als weitere, aber nicht gänzlich neue Ursache der Deagglomeration von Ballungsräumen und Geschäftszentren die Angst vor dem Zusammenbruch der neoliberalen „Sozialfabrik Stadt“ wegen ihrer wachsenden Instabilität und Verletzlichkeit durch Kriminalität, Terror, Verkehrschaos und Infrastrukturzusammenbrüche an. Diese Entwicklung finde ihren Ausdruck in der Tendenz zur Dezentralisierung von Firmensitzen, in sozialer Segregation und der Schaffung von Gated Communities außerhalb der Zentren. Nicht zuletzt der Bau ganzer Industrie„städte“ außerhalb der alten Zentren wie in China oder der Bau von Vergnügungs„städten“ zeuge von dem Bestreben, die Stadt durch ein Simulacrum zu ersetzen, wie Curtis im Anschluss an Fredric Jameson feststellt. Curtis sieht jedoch wie Saskia Sassen auch Chancen in dieser Entwicklung, die möglicherweise zu „Netzwerkstädten“ führe.
In Paris und anderen Ballungsräumen machen sich in der COVID-19-Pandemie und angesichts hoher Mieten und zunehmender Möglichkeit zur Arbeit im Home Office Abwanderungstendenzen bemerkbar, die aus Sicht von Immobilienexperten ein erstes Anzeichen dafür sind, dass mehr Menschen in Umlandgemeinden und kommunikations- und verkehrstechnisch gut angebundene Mittelstädte ziehen.